# ¡Tierra y Libertad!
¡Tierra y Libertad! (in italiano Terra e Libertà!) era un motto utilizzato durante la rivoluzione messicana, e divenne popolare soprattutto grazie al celebre rivoluzionario Emiliano Zapata. Tuttavia Il suo motto era "Reforma, Libertad, Justicia y Ley" (Piano di Ayala) e non come si crede "Tierra y Libertad".

## Uso
Lo slogan veniva in genere gridato contro l'aristocrazia messicana dai ribelli, quando subivano ingiustizie.
Il motto diede anche nome:
- ad una colonna delle milizie della Confederación Nacional del Trabajo, nella guerra civile spagnola.
- a diverse riviste anarchiche spagnole e sudamericane nate dopo la rivoluzione messicana.
- ad un periodico anarchico del 1947 di Siracusa, voce del movimento anarchico in Sicilia.
- ad un album della band emiliana Modena City Ramblers.
- al giornale della Federazione anarchica iberica e programma di Radio Klara di Valencia.

¡Tierra y Libertad! ricorre anche in diverse canzoni in lingua spagnola di ispirazione anarchica o antifascista ed è titolo di un film di Ken Loach, uscito nel 1995, sulla guerra civile di Spagna.